# Sirli Hanni
Sirli Hanni (* 27. Oktober 1985 in Vastseliina) ist eine estnische Biathletin.

## Sportliche Karriere
Die Studentin Sirli Hanni betreibt seit 1999 Biathlon. Sie tritt für den Vastseliina Sportclub an und wird von Üllar Tähe trainiert. Seit 2002 gehört die dem estnischen Nationalteam an und startet für ihr Heimatland in internationalen Wettbewerben. Ihr internationales Debüt gab sie bei einem Einzelrennen im Rahmen des Junioren-Europacups in Kontiolahti, bei dem sie 27. wurde. Zum Auftakt der Saison 2002/03 startete sie in Östersund erstmals im Biathlon-Weltcup und wurde im Sprintrennen 86. In Kościelisko startete die Estin bei ihren ersten Juniorenweltmeisterschaften. Dort verpasste sie als Staffelvierte eine Medaille, wurde Achte in Einzel und Sprint sowie Sechste der Verfolgung. Nach den guten Weltmeisterschaften wurde sie in der folgenden Weltcup-Saison vermehrt eingesetzt, um Erfahrungen zu sammeln. Bei den Juniorenweltmeisterschaften 2004 in Haute-Maurienne gewann sie Silber im Einzel und wurde Fünfte der Verfolgung, nachdem sie im Sprint Elfte war. Höhepunkt der Saison wurde die erstmalige Teilnahme an Biathlon-Weltmeisterschaften. In Oberhof konnte sie die Ränge 71 im Sprint und 75 im Einzel belegen. Bei ihren dritten Juniorenweltmeisterschaften, 2005 in Kontiolahti, gewann Hanni mit Staffelbronze ihre zweite Medaille. Ihre Platzierungen in Einzelrennen, 21. im Einzel sowie 22. in Sprint und Verfolgung, waren weniger gut als in den Jahren zuvor. Im Sommer trat sie bei den Sommerbiathlon-Weltmeisterschaften 2005 in Muonio an und erreichte als bestes Ergebnis Rang fünf mit der estnischen Staffel. Im Sprint erreichte sie Platz 18, im Massenstart den 19. Zu Beginn der nächsten Wintersaison erreichte Hanni mit dem dritten Rang im Sprint von Obertilliach ihre beste Platzierung im Junioren-Europacup. Bei ihren letzten Juniorenweltmeisterschaften in Presque Isle konnte sie nicht an die vorherigen Erfolge anknüpfen.
Ab der Saison 2006/07 startete Hanni nur noch im Seniorenbereich. In ihrer ersten kompletten Saison im Erwachsenenbereich konnte sie in Pokljuka als 54. im Sprint ihr bislang bestes Ergebnis in einem Einzelrennen des Weltcups erreichen. Es war bislang auch das einzige Mal, dass sie sich für ein Verfolgungsrennen qualifizieren konnte, das sie jedoch als von der Siegerin Kati Wilhelm Überrundete nicht beenden konnte. Auch trat sie wieder bei den Biathlon-Weltmeisterschaften 2007 in Antholz an und belegte dort Rang 67 im Einzel und 77 im Sprint. Bei den Sommerbiathlon-Weltmeisterschaften 2007 in Otepää konnte sie Zehnte im Sprint und Elfte in der Verfolgung in den Skiroller-Wettbewerben werden, nicht ganz so gut wurden die Platzierungen in den Crosslauf-Wettbewerben. Zum dritten Mal bei Weltmeisterschaften trat Hanni 2008 in Östersund an. Ihre Platzierungen als 74. im Einzel und 79. im Sprint wichen nicht von den üblichen Werten ab. In der Saison 2008/09 erreichte sie bei den Weltmeisterschaften in Pyeongchang mit Platz 59 im Sprint und Platz 56 in der Verfolgung ihre besten Saisonresultate. Im Einzelwettbewerb wurde sie 61. und mit der estnischen Staffel belegte sie den 14. Platz. Ihr bisher bestes Karriereresultat gelang ihr in der Saison 2009/10 in Hochfilzen, wo sie sich nach Platz 54 im Sprintwettbewerb im anschließenden Verfolgungswettbewerb auf den 52. Platz verbessern konnte. Sirli Hanni nahm an den Olympischen Winterspielen 2010 in Vancouver teil und erreichte als bestes Resultat Platz 84 im Sprint. 2010/11 nahm sie nur an wenigen Weltcupwettbewerben teil und konnte sich in keinem Wettbewerb unter den besten 80 Sportlerinnen platzieren. Nach der Saison gab sie bekannt, dass sie in der Saison 2011/12 nicht an Weltcupwettbewerben teilnehmen werde und sich auf ihre berufliche Ausbildung konzentrieren werde. Ein nicht unerheblicher Grund dafür war unter anderem auch die Vertragsverlängerung des estnischen Biathlon-Verbandes mit dem lettischen Trainer Māris Čakars, der seit Mai 2010 die estnische Biathlonnationalmannschaft betreut. Schon im Laufe seines ersten Amtsjahres kam es immer wieder zu Unstimmigkeiten und Kommunikationsschwierigkeiten zwischen Čakars und den weiblichen Athleten Eveli Saue, Kadri Lehtla und Sirli Hanni. Hanni kritisiert vor allem, dass die minimale Kommunikation für Spitzensport nicht akzeptabel sei. Wie auch Eveli Saue trainierte Hanni weiterhin mit verringertem Umfang. Beide starteten einmal im Weltcup. In Oslo belegte Hanni im Sprintwettbewerb den 63. Platz. Bei den estnischen Biathlonmeisterschaften Ende März 2012 setzte sie sich bei schwierigen Wetterbedingungen überraschend im Massenstartwettbewerb gegen Lehtla und Saue durch.

## Biathlon-Weltcup-Platzierungen
Die Tabelle zeigt alle Platzierungen (je nach Austragungsjahr einschließlich Olympische Spiele und Weltmeisterschaften).
- 1.–3. Platz: Anzahl der Podiumsplatzierungen
- Top 10: Anzahl der Platzierungen unter den ersten zehn (einschließlich Podium)
- Punkteränge: Anzahl der Platzierungen innerhalb der Punkteränge (einschließlich Podium und Top 10)
- Starts: Anzahl gelaufener Rennen in der jeweiligen Disziplin

| Platzierung                    | Einzel | Sprint | Verfolgung | Massenstart | Staffel | Gesamt |
| ------------------------------ | ------ | ------ | ---------- | ----------- | ------- | ------ |
| 1. Platz                       |        |        |            |             |         |        |
| 2. Platz                       |        |        |            |             |         |        |
| 3. Platz                       |        |        |            |             |         |        |
| Top 10                         |        |        |            |             |         |        |
| Punkteränge                    |        |        |            |             | 13      | 13     |
| Starts                         | 15     | 46     | 4          |             | 13      | 78     |
| Stand: nach der Saison 2010/11 |        |        |            |             |         |        |